# Озге Гюрель
Озге Джан Гюрель (тур. Özge Can Gürel) — турецька акторка кіно й телебачення, співачка, модель та філантропка. Найбільш відома за роллю Ойку Аджар в серіалі «Вишневий сезон» і за роллю Назли в серіалі «Повний Місяць».
Має грецькі корені з боку матері і черкеські з боку батька.

## Кар'єра

### 2010-2014: Початок кар'єри
Озге Гюрель закінчила Стамбульський економічний університет, акторської освіти не мала. Гюрель була здивована, коли її взяли на роль Зейнеп в серіалі «Де моя дочка?» у 2010 році. Старанно брала уроки акторської майстерності і вчилася у колег. Після закінчення серіалу знімається в кількох рекламних роликах і в фільмі «Наш почесний». Молода акторка продовжує набиратися досвіду, знімається в кількох проєктах. Гюрель знімається в 4-5 серіях серіалу «Вулиця миру». Вона знімається в 10 серіях популярного серіалу «Величне століття». У 2014 році знімається в 9 серіях серіалу «Прилив» з такими відомими акторами, як Чагатай Улусой і Серенай Сарыкая. Також бере участь в рекламі Milka, Vodafone і Pepsi з актором Бураком Озчивітом.

### 2014-2016: «Вишневий сезон», прорив у кар'єрі і музичні починання
Велику славу акторка отримує завдяки ролі Ойку Аджар в популярній романтичній комедії «Вишневий сезон», в яку потрапила випадково. Тоді вона проходила кастинг на інший серіал, але за порадою друзів вирішила спробувати себе в серіалі, про який багато говорили. Так Озге Гюрель отримала головну роль в серіалі, прем'єра якого відбулася 4 липня 2014 року на каналі FOX. «Вишневий сезон» стає найпопулярнішим серіалом на сайті Google Türkiye в 2014 році. У перерві між зйомками першого і другого сезону акторка знімається у фільмі «Історії органічного кохання», прем'єра якого відбулася в 2017 році. Для зйомок першої серії другого сезону, в серпні 2015 року, акторка їде в Рим. В кінці листопада 2015 року серіал робить фінал. Під час зйомок «Вишневого сезону» Гюрель записує три пісні для серіалу — Kiraz Mevsimi (спільно з кастом серіалу), Kahramanımsın, Bir Bahar Akşamı.
У 2015 році бере участь в рекламі компанії Ford, спільно з Серканом Чайоглу, і в рекламі Bellona. «Вишневий сезон» транслюється в багатьох країнах, і приносить Гюрель популярність за кордоном. У червні 2016 року «Вишневий сезон» починає трансляцію в Італії, де стає дуже популярним, ставши першим турецьким серіалом, що транслювався в Італії. Італійська телепередача «Веріссімо» у вересні 2016 року запрошує головних героїв серіалу. У вересні 2016 року Озге Гюрель і Серкан Чайоглу їдуть в Мілан, де їх зустрічають італійські фанати. У жовтні 2016 року виходить музичний кліп Озге Гюрель з піснею «Прости» («Affet»), яку вона записала в 2015 році, а прем'єра кліпу відбулася тільки восени 2016 року. Пісня була записана з благодійною метою.

### 2017-2018: «повний Місяць» та інші проєкти
В серпні 2016 року Озге Гюрель приєднується до касту нового музичного серіалу каналу FOX «Під Зорями», прем'єра якого повинна була відбутися на початку жовтня 2016 року. Пізніше стає відомо, що FOX продав серіал каналу Star TV. Новий канал змінив назву серіалу на «Зірки — свідки мої» і переніс прем'єру на січень 2017 року. Партнером акторки в серіалі став Берк Джанкат. Зйомки закінчилися в лютому 2017. Серіал складається з 4 серій. Для серіалу Гюрель записала пісню Ateş Böceği. А пісня Dokun Kalbime, яку виконувала її героїня, була записана співачкою Джерен Чагатай.
У березні 2017 року акторка береться до зйомок фільму «Перший поцілунок», головні ролі якого вона розділила з Муратом Йилдиримом. Зйомки пройшли в місті Бурса. Світова прем'єра фільму відбулася 20 жовтня 2017 року. Влітку 2017 року Гюрель починає зйомки в телесеріалі «Повний Місяць». Прем'єра серіалу відбулася 4 липня 2017 року. Серіал став одним з хітів літа 2017 року. Зйомки завершуються в грудні того ж року. У листопаді 2017 року, одночасно зі зйомками в серіалі «Повний Місяць», знімається в серіалі «Вовк». У лютому 2018 року з'являється в якості запрошеної зірки, в ролі лейтенантки, в серіалі «Вовк», де головну роль виконує Серкан Чайоглу. У вересні 2018 року акторка знімається у фільмі «Вовк», який є продовженням однойменного серіалу. З жовтня 2018 року знімається в серіалі «Чудова двійка».

## Особисте життя
До 2014 року Озге Гюрель зустрічалася з Озгюр Орун. З 2014 року зустрічається з актором Серканом Чайоглу, з яким знімалася в серіалі «Вишневий сезон». Однак пара довгий час приховувала стосунки і за чутками розлучилася в 2016 році, після закінчення зйомок. Але у вересні 2016 року, після дзвінка Серкана, пара помирилася і не приховує стосунки.
14.07.2022 року Озге Гюрель одружилася з Серканом Чайоглу в Карлсруе, Німеччина та 13.08.2022 року у Вероні, Італія.
Близькі друзі Озге — акторка Фатма Топташ, актор Серкан Чайоглу, актор Берк Джанкат, акторка Ніхаль Ішиксачан, акторка Демет Оздемір.

## Фільмографія
| Рік         |   | Українська назва          | Оригінальна назва      | Роль                           |
| ----------- | - | ------------------------- | ---------------------- | ------------------------------ |
| 2010 — 2011 | с | Де моя дочка?             | Kızım Nerede?          | Зейнеп Демірай (головна роль)  |
| 2011        | с | І людина обдурена         | Ve İnsan Aldandı       | Дерья (11 серія)               |
| 2012        | с | Вулиця світу              | Huzur Sokağı           | Меліса (другорядна роль)       |
| 2014        | ф | Наш почесний              | Bizum Hoca             | Карделя (другорядна роль)      |
| 2014        | с | Величне століття          | Muhteşem Yüzyıl        | Рана Хатун (другорядна роль)   |
| 2014        | с | Приплив                   | Medcezir               | Ада Савашер (другорядна роль)  |
| 2014 — 2015 | с | Вишневий сезон            | Kiraz Mevsimi          | Ойкю Аджар (головна роль)      |
| 2017        | с | Зірки - мої свідки        | Yıldızlar Şahidim      | Хазіран Йилмаз (головна роль)  |
| 2017        | с | Повний місяць             | Dolunay                | На зли Пинар (головна роль)    |
| 2017        | ф | Історії органічної любові | Organik Aşk Hikayeleri | Демет (головна роль)           |
| 2017        | ф | Перший поцілунок          | İlk Öpücük             | Бахар (головна роль)           |
| 2018        | с | Вовк                      | Börü                   | Гьокче Демір (другорядна роль) |
| 2018 — 2019 | с | Чудова двійка             | Muhteşem İkili         | Нілюфер Джан (головна роль)    |
| 2018        | ф | Вовк: У Кіно              | Börü: Sinema Filmi     | Гьокче Демір (другорядна роль) |
| 2019        | ф | Моя мати                  | Annem                  | Nazlı (головна роль)           |
| 2020        | ф | Сніжно-червоний           | Kar Kırmızı            | Зейнеп (головна роль)          |
| 2020        | с | Містер помилка            | Bay Yanlış             | Езгі Інал (головна роль)       |
| 2022        | с | Мрії та реальність        | Hayaller ve Hayatlar   | Діджле Айдин(головна роль)     |
| 2022        | с | Сипахи                    | Sipahi                 | Джанан Доган (головна роль)    |

## Сингли
| Рік  | Пісня            | Альбом                         |
| ---- | ---------------- | ------------------------------ |
| 2014 | Kiraz Mevsimi    |                                |
| 2014 | Kahramanımsın    | Kiraz Mevsimi (Soundtrack)     |
| 2015 | Bir Bahar Akşamı |                                |
| 2016 | Affet            | 12 Kalp                        |
| 2017 | Ateşböceği       | Yıldızlar Şahidim (Soundtrack) |

### Музичні кліпи
| Yıl  | Şarkı                                    | Albüm                      |
| ---- | ---------------------------------------- | -------------------------- |
| 2015 | Mert Koral - Istanbul Beni Bırak         | Laterna                    |
| 2015 | Aydilge, Volkan Akmehmet - Kiraz Mevsimi | Kiraz Mevsimi (Soundtrack) |
| 2016 | Özge Gürel - Affet                       | 12 Kalp                    |

## Нагороди та номінації
| Нагороди та номінації | Нагороди та номінації                   | Нагороди та номінації                | Нагороди та номінації | Нагороди та номінації |
| рік                   | нагорода                                | Категорія                            | Серіал - Фільм        | підсумок              |
| --------------------- | --------------------------------------- | ------------------------------------ | --------------------- | --------------------- |
| 2015                  | Yeditepe Üniversitesi 3. Dilek Ödülleri | Найкраща акторка року                | Вишневий сезон        | Перемога              |
| 2015                  | SEUL DRAMA Awards                       | Найкраща акторка                     | Вишневий сезон        | Номінація             |
| 2015                  | Future Fest Awards                      | Кращий вихід нової зірки             | Вишневий сезон        | Перемога              |
| 2015                  | MGD 21. Altın Objektif Ödülleri         | Найкраща комедійна акторка року      | Вишневий сезон        | Перемога              |
| 2015                  | 42. Pantene Altın Kelebek Ödülleri      | Найкрасивіша пара (Ойкю-Аяз)         | Вишневий сезон        | Номінація             |
| 2016                  | 1. YBU Medya Ödülleri                   | Найкраща серіальна акторка           | Вишневий сезон        | Номінація             |
| 2018                  | 45. Pantene Altın Kelebek Ödülleri      | Найкраща акторка романтичної комедії | Повний місяць         | Номінація             |